# Catedral de Clermont-Ferrand
A Catedral de Clermont-Ferrand (em francês: Cathédrale Notre-Dame-de-l'Assomption de Clermont-Ferrand) é uma catedral gótica localizada na cidade de Clermont-Ferrand, na Auvérnia-Ródano-Alpes. É construída com rocha vulcânica negra, que lhe confere sua distinção e alta visibilidade. Suas torres possuem 108 metros de altura.

## História
A primeira catedral da cidade foi construída no século V, sendo destruída em 760 por Pepino, o Breve, que, arrependendo-se de tal ato, forneceu ao bispado uma larga soma de dinheiro para sua reconstrução, que durou de 764 a 768. A segunda catedral foi destruída pelos normandos em 915.
A cripta data do século X, com um sarcófago do século IV. Os trabalhos na atual catedral foram iniciados em 1248 pelo bispado local, afim de demonstrar supremacia em uma cidade que havia sido governada anteriormente pelos contes da Auvérnia. Jean Deschamps foi o encarregado pela construção. Ele já havia trabalhado em outras catedrais, mas, inspirado pelas construções em Beauvais e Amiens, desenvolveu planos originais na nova catedral. Seu filho, Pierre Deschamps, assumiu o trabalho de seu pai até 1325. As torres foram erguidas de 1325 a 1340 por um construtor desconhecido.
De 1340 a 1355, Pierre de Cébazat continuou o trabalho de construção. O telhado elevado foi erguido entre 1507 e 1512. Durante a Revolução Francesa, os revolucionários queriam destruir a igreja, mas foram persuadidos a não fazê-lo por Benedictine Verdier-Latour, que argumentou que a catedral seria bom local para reunir a população. Apenas o altar, estátuas e parte do interior da igreja foi destruído. A fachada romanesca da igreja foi destruída por tiros em 1851.
Apenas em 1866 os trabalhos para concluir a construção começaram, de acordo com os planos de Viollet-le-Duc e seu pupilo Anatole de Baudot, utilizando métodos de construção da Idade Média, com algumas partes sendo construídas apenas no início do século XX.

## Dimensões
- Largura: 92 m.
- Altura máxima: 108 m.